# Stazione di Iwatsuki
La stazione di Iwatsuki (岩槻駅?, Iwatsuki-eki) è una stazione ferroviaria situata nella città giapponese di Saitama della prefettura omonima, nel quartiere di Iwatsuki-ku, ed è servita dalla linea Tōbu Noda delle Ferrovie Tōbu.

## Linee
Ferrovie Tōbu
● Linea Tōbu Noda

## Struttura
La stazione è realizzata in superficie, con un marciapiede laterale e uno a isola serviti da tre binari passanti. Il fabbricato viaggiatori è raggiungibile da una passerella sopraelevata con scale mobili e ascensori.
| 1-2 | ● Linea Tōbu Noda | per Ōmiya                                                          |
| 3   | ● Linea Tōbu Noda | per Nodashi, Kasukabe, Kashiwa, Mutsumi, Shin-Kamagaya e Funabashi |

## Stazioni adiacenti
| «          | Servizio   | »                |
| Linea Noda | Linea Noda | Linea Noda       |
| ---------- | ---------- | ---------------- |
| Nanasato   | Locale     | Higashi-Iwatsuki |